# Épisode 50
Pour plus de détails, voir Fiche technique et Distribution.
Épisode 50 est un film d'horreur américain, réalisé par Tess et Joe Smalley, sorti directement en vidéo en septembre 2011 aux États-Unis.

## Synopsis
Deux équipes d’enquêteurs, spécialisées dans le Paranormal, prospectent dans un ancien hôpital psychiatrique, à la demande d'un riche homme. La première équipe est composée de sceptiques qui tentent de démystifier les lieux ou faits rapportés comme paranormaux tandis que la seconde croit à ces phénomènes et veut prouver l'existence des fantômes. Cependant, au cours de l'enquête, les deux équipes sont les victimes d'une entité plutôt agressive.

## Distribution
- Josh Folan : Jack
- Keithen Hergott : Dylan
- Chris Perry : Damon
- Natalie Wetta : Andi
- Eleanor Wilson : Lysette
- Justin Brutico : Richie
- Robert Maisonett : José
- Kieron Elliott : Kieron
- Marie Weiss : Mary
- Tyson Kaup : Walter
- Jim Thalman : Andrew Worthington, Jr